# شهرستان ناکس (کنتاکی)
شهرستان ناکس، کنتاکی (به انگلیسی: Knox County, Kentucky) یک سکونتگاه مسکونی در ایالات متحده آمریکا است که در کنتاکی واقع شده‌است.